# Зачарований Місяць
Зачарований Місяць (норв. Trollmåne) — 36-а книга з серії «Сага про людей льоду» норвезької письменниці Маргіт Сандему. Серія була опублікована в період з 1982 по 1989 рік. Ця серія — сімейна сага, яка прослідковує за родом «людей льоду» протягом століть.

## Сюжет
Христу Лінд з народу «людей льоду» обрали народжувати дуже особливу дитину для свого народу. Ця дитина в майбутньому візьме участь у битві зі злим Тенгелем. Дідусь Христи, який прийняв християнство, наказав жінці позбутися дитини, тому більшу частину свого життя вона протистоїть своєму тестю та церковнослужителям. Дідусю Христи хотілося, щоб вона вийшла заміж за старшого за себе вдівця Абеля, який вже має 7 синів. Однак жінка одного дня зустрічає молодого чоловіка на ім'я Лінделу. Він, однак, дещо таємничий і, мабуть, не існує жодного з місцевих жителів, які добре його знають. Христі також дуже сумно, що її дідусь не дозволяє їй шукати свою сім'ю серед «людей льоду», але все одно він не може їй допомогти.

## Основні герої
- Христа Лінд з народу «людей льоду»;
- Франк Монсен;
- Абель Гард;
- Лінделу

### Народилися/померли
- Народилися: Натаніель з народу «людей льоду»;
- Померли: †Франк Монсен